# Střezetický dub
Střezetický dub byl památný strom v obci Střezetice, asi 7 km severozápadně od města Hradec Králové. Přibližně 300 let starý dub letní (Quercus robur) rostl v severní části vsi u čp. 34. Obvod jeho kmene byl asi 440 cm a výška byla asi 25 m. Dub byl chráněn od roku 1993 pro svůj vzrůst. Ochrana byla zrušena v roce 2012 pro napadení stromu dřevokaznou houbou a strom byl poražen v roce 2016.

## Památné stromy v okolí
- Duby v Třesovicích
- Husova lípa v Horních Dohalicích
- Dohalický dub